# رودخانه ایست

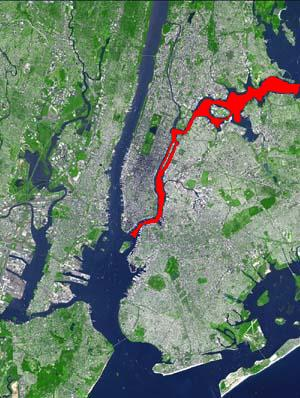
رودخانه ایست به رنگ قرمز در این عکس ماهواره‌ای از شهر نیویورک نشان داده شده‌است.

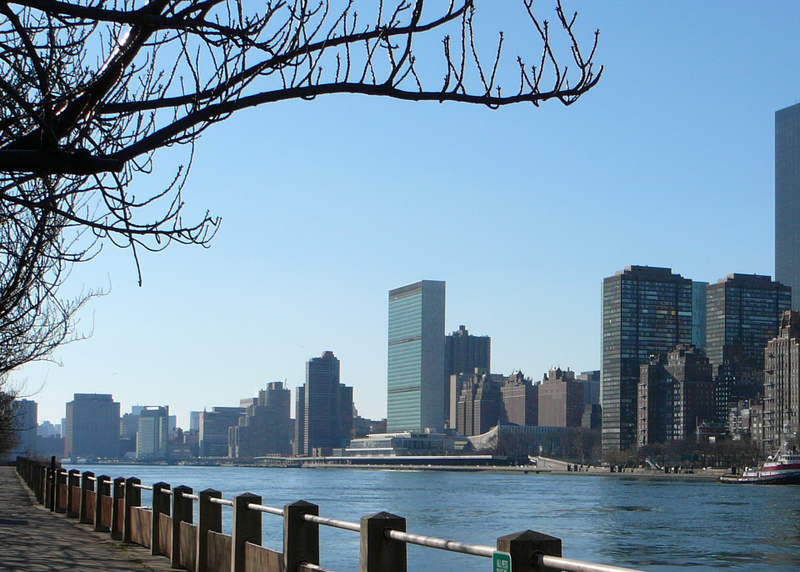
رودخانه ایست و مقر سازمان ملل متحد در منهتن، از دید جزیره روزولت

رودخانه ایست یا ایست ریور(به انگلیسی: East River) یک رودخانه در نیویورک در ایالات متحده آمریکا است.این رودخانه در خلیج بالای نیویورک در انتهای جنوبی خود را به لانگ آیلند سوند که در شمال آن است متصل می‌کند. این تنگه در حدود ۱۱۰۰۰ سال پیش در پایان عصر یخبندان ویسکانسین تشکیل شد. تغییر مشخص در شکل تنگه بین بخش‌های بالا و پایین شواهدی از این فعالیت یخبندان است. این رودخانه یک تنگه جزرومدی محسوب نمی‌شود

## نگارخانه

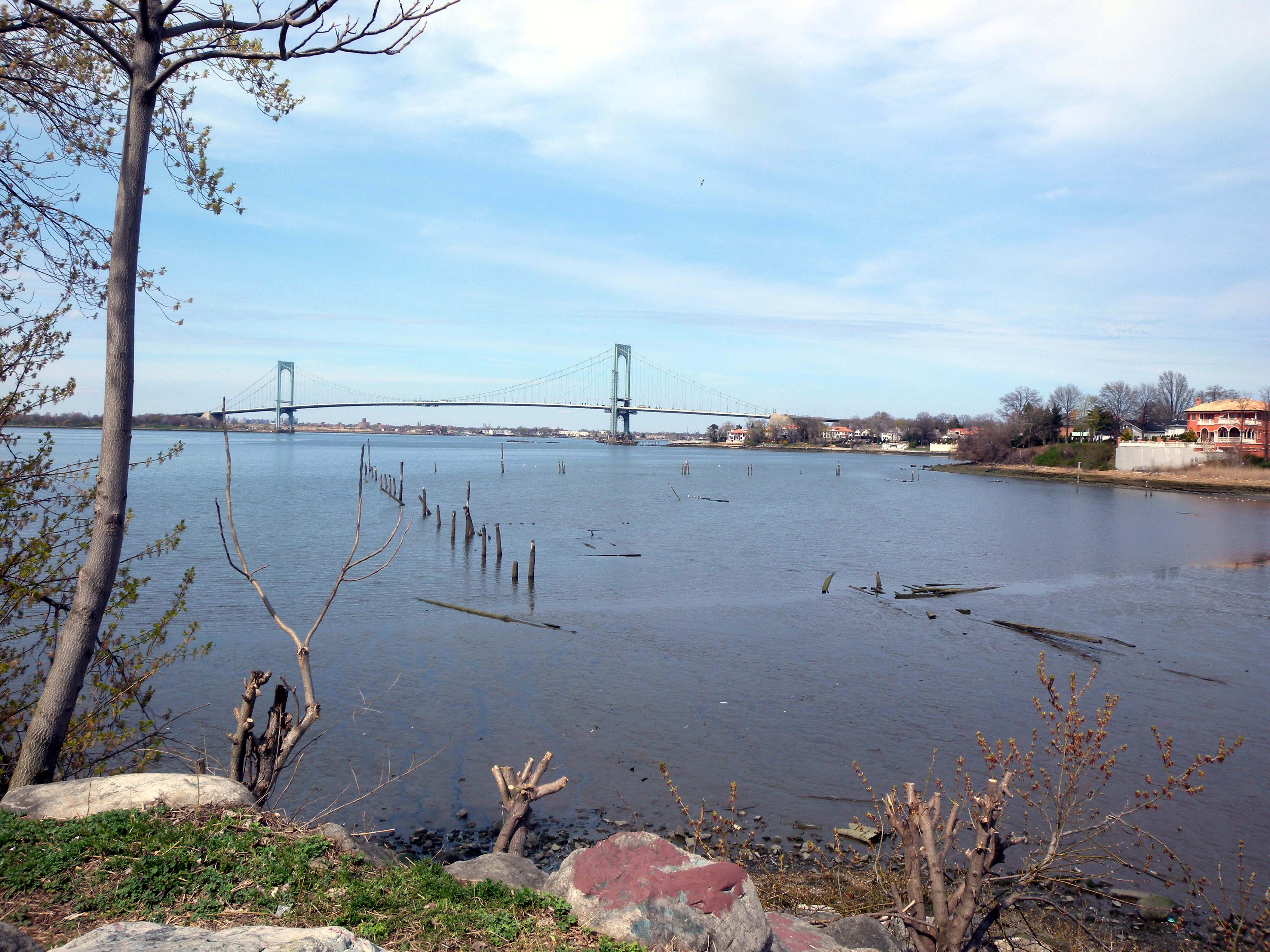
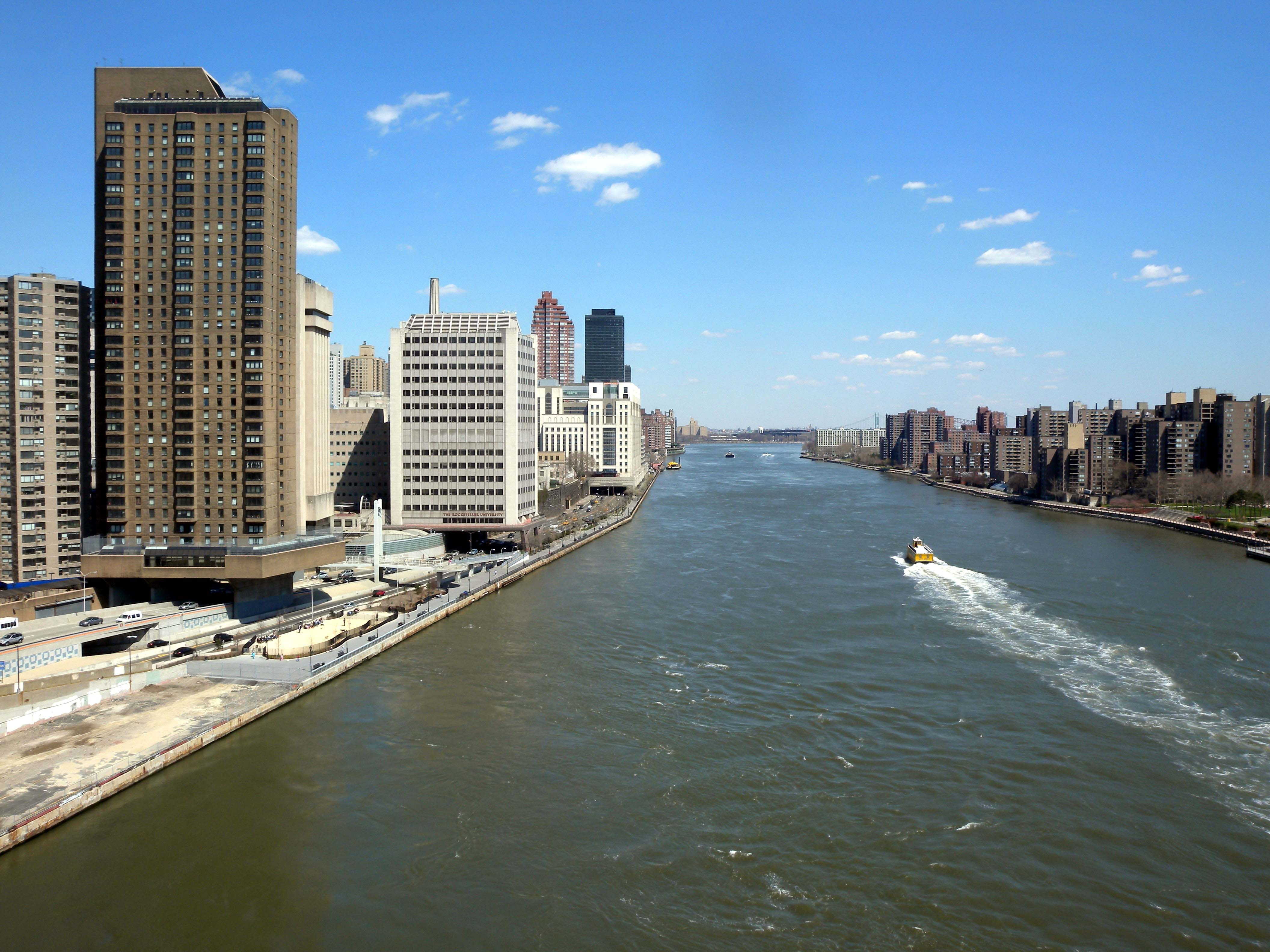
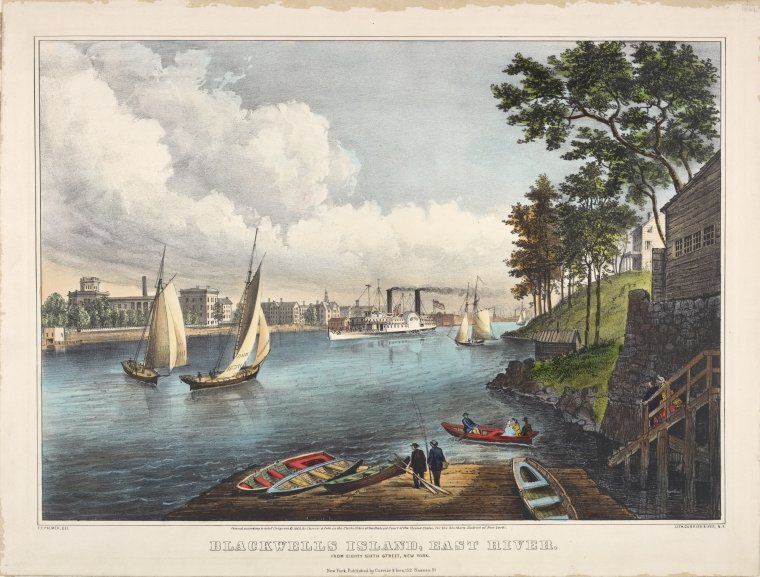
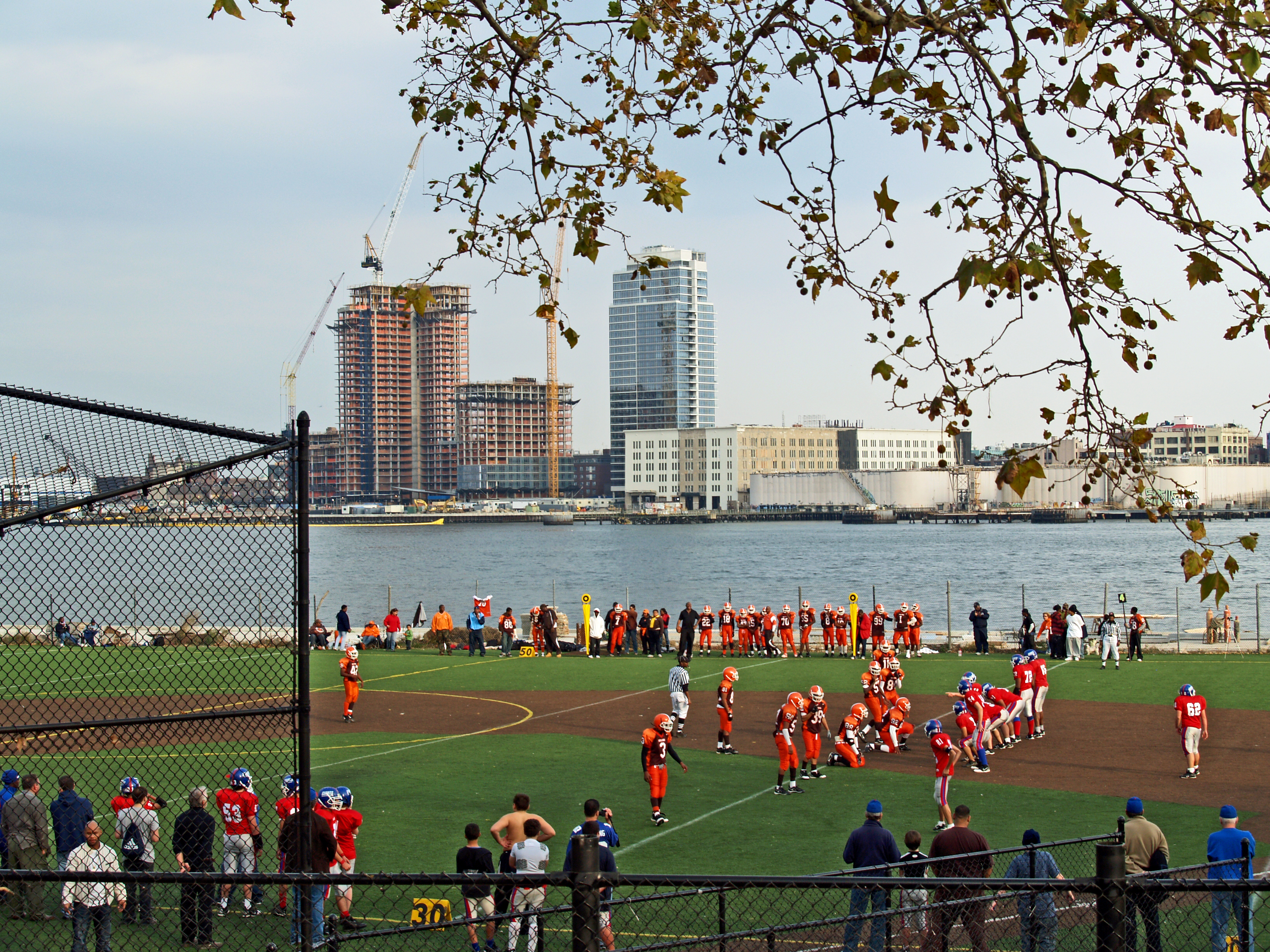
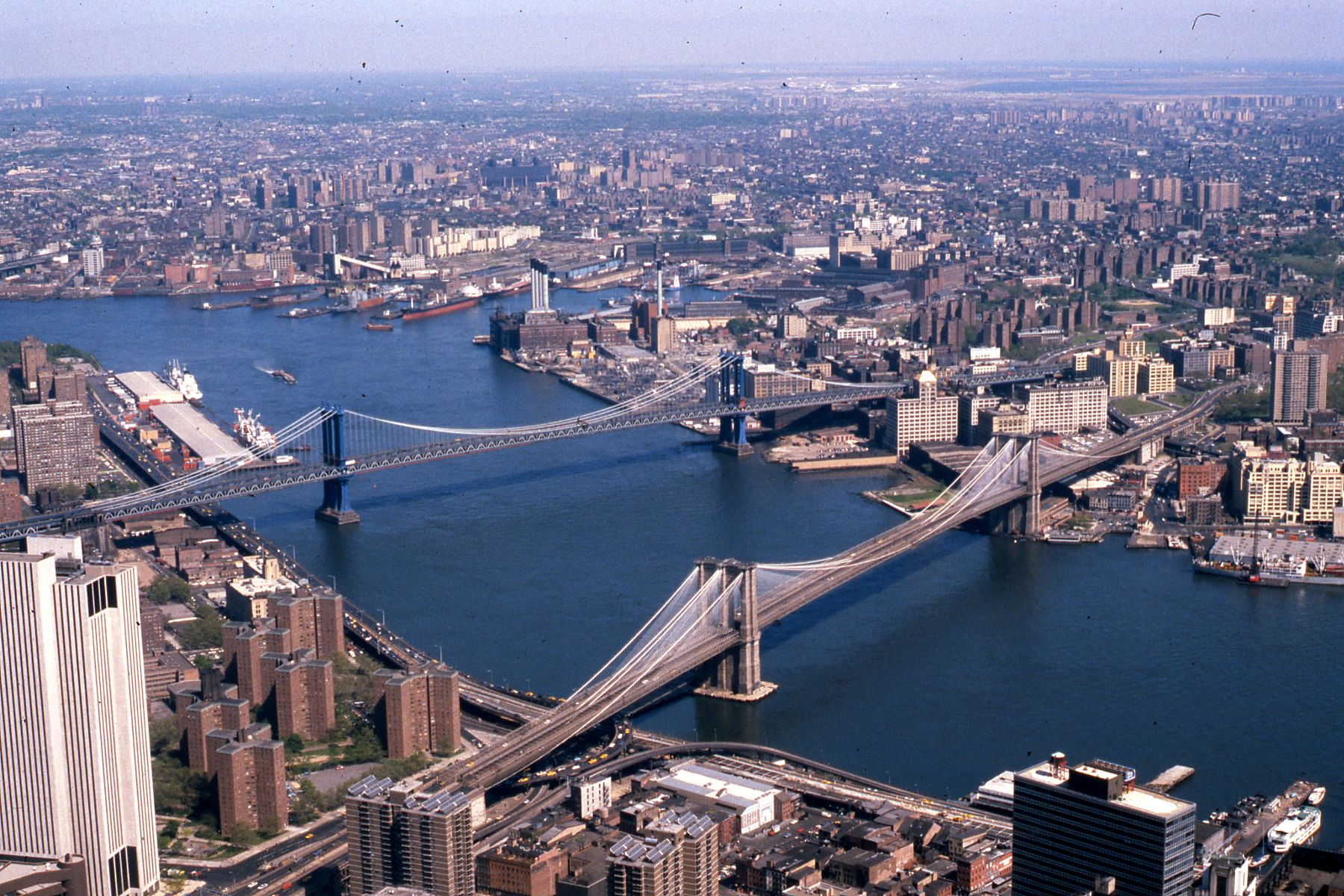
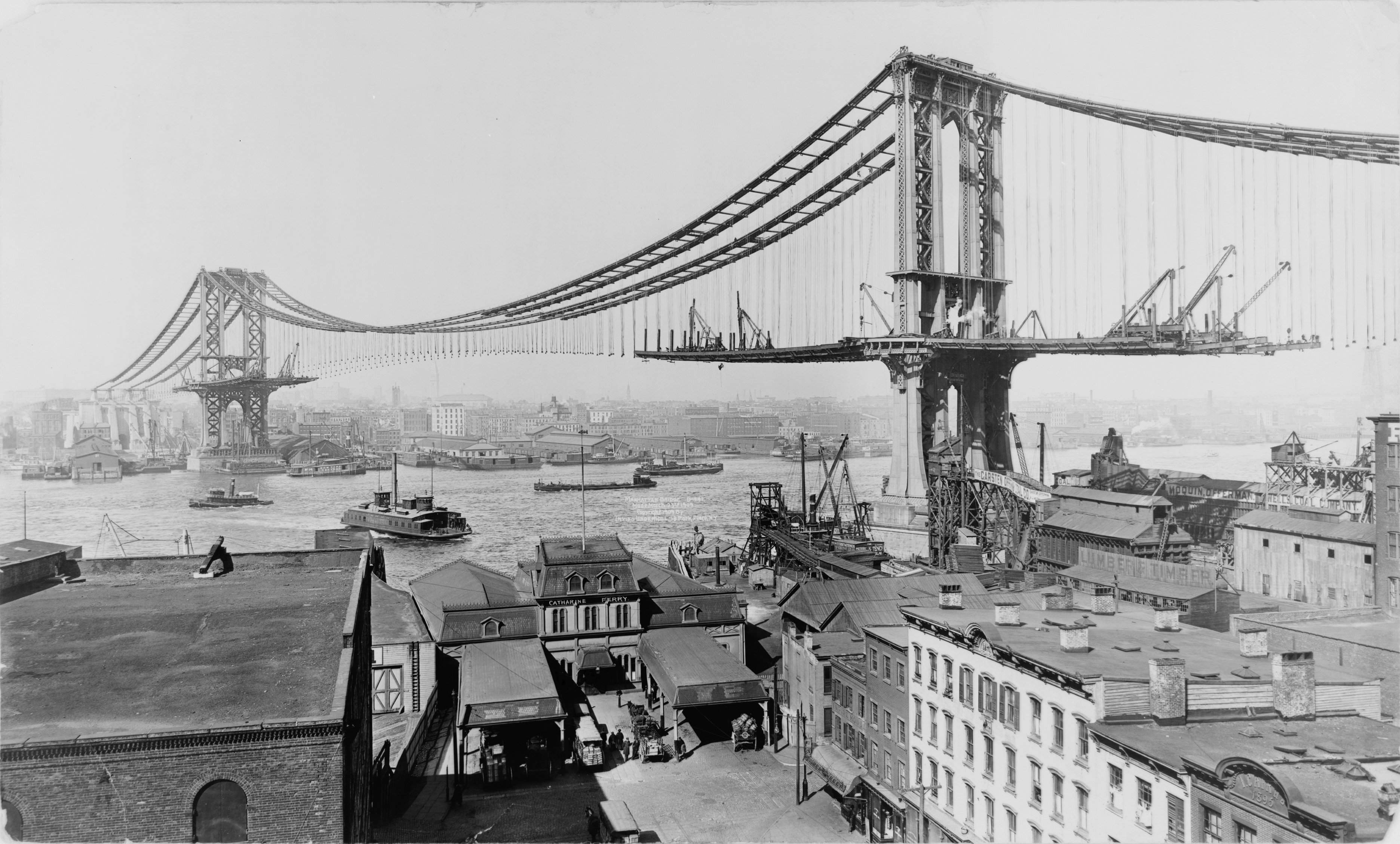